# Boi
Boi (plural: bois) es un término utilizado dentro de las comunidades LGBT y butch y femme para referir la identidad sexual y de género. En las comunidades lesbianas y sáficas, hay una aceptación en aumento de la expresión de género e intersexualidad, además de dejar que la gente se autoidentifique con etiquetas como boi. El término puede denotar un número de posibilidades que no son excluyentes entre sí:
- Una persona más joven que parece ser un varón heterosexual, posiblemente encarnando atributos estereotípicos hacia el cortejo sexual y compromiso en las relaciones, en contraste con el estereotipo de la lesbiana U-Haul. Los bois no se pueden identificar como butch, considerando que los butches jueguen un papel más poderoso o responsable, mientras un boi todavía está en una etapa más joven y libre.
- Un butch sumiso en la comunidad BDSM o un butch más joven en la comunidad butch-femme.[7]
- Un varón que se identifca como un sumiso/esclavo en BDSM.[8]
- Una persona transexual masculino, o una persona transexual masculina que está en las etapas tempranas de transición.[7]
- Un término de cariño de butches para femmes.[7] También se puede utilizar el término en la comunidad gay para referir a una persona más joven - bisexual o gay - que tiene características afeminadas.[7] También el término puede ser utilizado por cualquier persona que quiere distinguirse de las identidades heterosexuales o heternormativas.[7]